# Tyrone Sterkenburg
Tyrone Sterkenburg (ur. 19 maja 2001) – holenderski zapaśnik walczący w stylu klasycznym. Zajął 32. miejsce na mistrzostwach świata w 2023.
Piąty na mistrzostwach Europy w 2025. Trzeci na ME U-23 w 2022. Drugi na MŚ juniorów w 2021. Trzeci na ME kadetów w 2017 roku.
Jest bratem bliźniaczym zapaśnika Marcela Sterkenburga.